# جون بيريمان (سياسي)
جون بيريمان هو طبيب وسياسي كندي، ولد في 9 ديسمبر 1828، وتوفي في 14 نوفمبر 1900. انتخب عضو الجمعية التشريعية لنيو برونزويك ‏.